# Rubia podantha
Rubia podantha är en måreväxtart som beskrevs av Friedrich Ludwig Diels. Rubia podantha ingår i släktet krappar, och familjen måreväxter. Inga underarter finns listade i Catalogue of Life.